# Horst Waffenschmidt

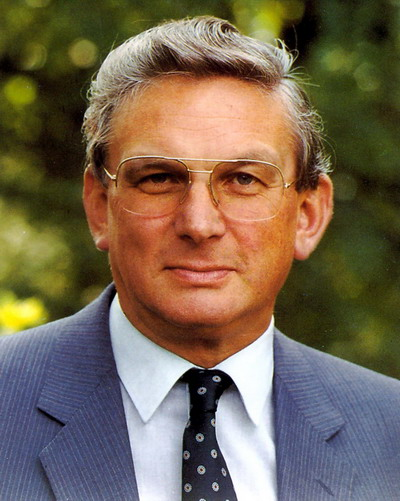
Horst Waffenschmidt

Horst Waffenschmidt (* 10. Mai 1933 in Düsseldorf; † 7. Mai 2002 in  Frechen bei Köln) war ein deutscher Politiker (CDU).
Er war von 1982 bis 1997 Parlamentarischer Staatssekretär beim Bundesminister des Innern und von 1988 bis 1998 Aussiedlerbeauftragter der Bundesregierung.

## Ausbildung und Beruf
Nach dem Abitur 1954 in Waldbröl absolvierte Waffenschmidt ein Studium der Rechts- und Staatswissenschaften in Bonn und Köln, welches er 1958 mit dem ersten und 1963 mit dem zweiten juristischen Staatsexamen beendete. 1962 erfolgte an der Universität Bonn seine Promotion zum Dr. jur. mit der Arbeit Die äußere Trennung und innere Selbständigkeit der Bundeslegislative und Bundesexekutive in der Bundesrepublik Deutschland.
1963 trat er als Assessor in die Verwaltung des Landschaftsverbandes Rheinland ein und war bis 1964 Leiter der Abteilung Verwaltung und Recht beim Landesstraßenbauamt Köln. Von 1964 bis 1971 war Waffenschmidt dann Gemeindedirektor und von 1971 bis 1972 Stadtdirektor in Wiehl. Ab 1973 war er als Rechtsanwalt zugelassen.
Waffenschmidt war von 1972 bis 1979 erster Vizepräsident und von 1979 bis 1981 Präsident des Deutschen Städte- und Gemeindebundes.

## Familie
Horst Waffenschmidt war verheiratet und hatte vier Kinder. Sein Sohn, Christoph Waffenschmidt, war Bürgermeister der nordrhein-westfälischen Stadt Waldbröl und ist seit 2007 Geschäftsführer von World Vision Deutschland.

## Partei
1954 trat er der CDU bei. Von 1962 bis 1998 gehörte Waffenschmidt dem Landesvorstand der CDU in Nordrhein-Westfalen an. Von 1973 bis 1998 war er außerdem Mitglied des CDU-Bundesvorstandes.
Waffenschmidt war von 1973 bis 1997 Bundesvorsitzender der Kommunalpolitischen Vereinigung der CDU und CSU Deutschlands und anschließend deren Ehrenvorsitzender. Bis 1989 stand er dem Evangelischen Arbeitskreis der CDU Rheinland vor.

## Abgeordneter
Waffenschmidt gehörte von 1961 bis 1964 dem Kreistag des Oberbergischen Kreises und von 1964 bis 1969 sowie von 1975 bis zu seinem Tod dem Rat der Stadt Waldbröl an.
Von 1962 bis 1972 war Waffenschmidt daneben Mitglied des Landtags von Nordrhein-Westfalen. Hier war er zeitweilig auch stellvertretender Vorsitzender der CDU-Fraktion.
Von 1972 bis 1998 war Waffenschmidt Mitglied des Deutschen Bundestages. Hier war er von 1974 bis 1982 Vorsitzender der Arbeitsgemeinschaft Kommunalpolitik der CDU/CSU-Bundestagsfraktion und in dieser Funktion von 1980 bis 1982 Mitglied des Fraktionsvorstandes.
Horst Waffenschmidt ist stets als direkt gewählter Abgeordneter des Wahlkreises Oberbergischer Kreis in den Bundestag eingezogen. Zuletzt erreichte er hier bei der Bundestagswahl 1994 48,8 % der Erststimmen.
Im Rahmen der Gebetsfrühstücksbewegung gehörte er mit dem ehemaligen Mitglied des Baden-Württembergischen Landtags Rudolf Decker und dem Verleger Friedrich Hänssler zu den Initiatoren des Internationalen Gebetsfrühstücks in Berlin, einer jährlichen Zusammenkunft, die mit dem Nationalen Gebetsfrühstück in den USA vergleichbar ist. Zudem gehörte er zu den Initiatoren des fraktionsübergreifenden Gebetsfrühstückskreises im Bundestag.

## Öffentliche Ämter
Am 4. Oktober 1982 wurde Waffenschmidt als Parlamentarischer Staatssekretär beim Bundesminister des Innern in die von Helmut Kohl geführte Bundesregierung berufen. Am 15. Mai 1997 schied er aus der Regierung aus. Daneben war Horst Waffenschmidt vom 28. September 1988 bis zum 2. Dezember 1998 Beauftragter der Bundesregierung für Aussiedlerfragen und verdiente sich hier die Bezeichnung „Apostel der Russlanddeutschen“.
Mehrere Jahre war Waffenschmidt Mitglied der Landessynode sowie von 1973 bis 1989 Mitglied der Kirchenleitung der Evangelischen Kirche im Rheinland.

## Ehrungen
- 1987: Großes Verdienstkreuz der Bundesrepublik Deutschland
- 1990: Großes Bundesverdienstkreuz mit Stern der Bundesrepublik Deutschland
- 1994: Ehrenbürger der Stadt Timișoara

## Kabinette
- Kabinett Kohl I – Kabinett Kohl II – Kabinett Kohl III – Kabinett Kohl IV – Kabinett Kohl V